# Gélose lysine fer
 (avril 2025).
Si vous disposez d'ouvrages ou d'articles de référence ou si vous connaissez des sites web de qualité traitant du thème abordé ici, merci de compléter l'article en donnant les références utiles à sa vérifiabilité et en les liant à la section « Notes et références ».
 (novembre 2022).
Lysine Fer est la dénomination donnée à un milieu de culture. Son nom découle de sa composition, enrichie en fer III et lysine. Il sert à mettre en évidence la LDC et la LDA pour des bactéries fermentant le glucose. La LDA est probablement la même enzyme que la TDA ou la PDA. Elle est très classique dans le groupe d'Entérobactéries Proteus-Providencia-Morganella.

## Préparation
- peptone de gélatine	5,0 g
- extrait de levure	3,0 g
- L-lysine	10,0 g
- glucose	1,0 g
- citrate de fer III ammoniacal	0,5 g
- Bromocrésol pourpre	20,0 mg
- thiosulfate de sodium	40,0 mg
- agar	13,5 g
- pH = 6,7

Le milieu se dose à 34 g par litre et est mis en autoclavage classique. Il est ensuite conditionné en tube inclinés comme dans le cas du milieu de Kligler Hajna.

## Lecture
En fonction de la coloration les résultats sont interprétés comme suit:
- culot jaune : glucose fermenté, LDC -
- culot violet : glucose probablement fermenté mais masqué par la LDC +. Il  y a lieu de vérifier la fermentation du glucose pour éviter un faux négatif.
- pente violette : LDA - (la pente est violette car les bactéries ont respiré rapidement le glucose puis se sont attaqués aux peptones en alcalinisant)
- pente rouge vineuse : LDA + (le 2 cétoacide produit réagit avec le fer III pour donner le composé rouge vineux)
- précipité noir : H2S + (certaines bactéries LDA + H2S + apparaissent H2S -)